# Muara Telang (Muara Telang)
Muara Telang is een bestuurslaag in het regentschap Banyuasin van de provincie Zuid-Sumatra, Indonesië. Muara Telang telt 3204 inwoners (volkstelling 2010).